# 호소미 타케시
호소미 타케시(일본어: 細美 武士, Takeshi Hosomi, 1973년 2월 22일 ~ )는 일본의 뮤지션이다.

## 인물 정보
- 지바현 가토리시에서 태어남
- 현재・칸다 외국어 대학 졸업
- 자신의 밴드에서 보컬과 기타, 그리고 전체 음악의 작사・작곡을 담당하고 있음
- 존경하는 아티스트는 위저
- 졸업 후 컴퓨터 프로그래머로 미국 캘리포니아주 오클랜드에서 장기간 체류하면서 익힌 영어 실력을 살려 대부분의 곡을 영어로 작사하고 있음.

## 개요
록 밴드 「엘레가든」의 보컬・기타 담당으로 약 10년간 활동했다. 엘레가든이 활동 중지가 된 후 「더 하이에이터스」를 결성하여 보컬・기타를 담당하고 있다.
기타는 주로 깁슨 레스폴을 사용한다.
최근 『矢野顕子2010 「ここが音楽堂！」弾き語りツアー 』(야노 아키코2010 「여기가 음악실!」연주 투어)에 출연하는 등 솔로로도 활동하고 있다.

## 약력
- 1998년

우부카타 신이치(生形真一)의 권유로 ELLEGARDEN의 보컬, 기타로 활동을 시작
- 2008년

ELLEGARDEN 활동 중지를 발표, 9월 7일에 신키바 STUDIO COAST에서 활동중지 전 마지막 콘서트를 가짐. 그 후 자신의 블로그에서 솔로 활동을 하겠다고 발표하고 더 하이에이터스를 결성. 추가로 더 하이에이터스는「중단」「빈틈」이라는 의미. 여기에서도 엘레가든 활동 재개에 대한 호소미의 의지를 엿볼 수 있다.
- 2009년

5월 27일에 앨범 「Trash We'd Love」 발표하고 더 하이에이터스로 공식적으로 데뷔함

## 작품
속해 있는 밴드의 작품에 대해서는「엘레가든」, 「더 하이에이터스」를 참조하기 바랍니다.

## 같이 보기
- 엘레가든
- 더 하이에이터스